# عبد الإله (اسم)
عبد الإله هو اسم علم مذكر عربي، يتكوّن من جزأين: "عبد" و"الإله"، ويعني "من يعبد الله". الاسم مركب إضافي. 

## شخصيات تحمل الاسم
- عبد الإله بن علي الهاشمي
- عبد الإله بن عبد العزيز آل سعود
- عبد الإله المالكي
- عبد الإله العمري
- عبد الإله بن سعود بن عبد العزيز آل سعود
- عبد الإله بن محمد بن عبد المعين